# Antoni Bielak (nauczyciel)
Antoni Bielak (ur. 7 stycznia 1872 w Krakowie, zm. 24 lutego 1934 tamże) – polski nauczyciel, działacz społeczny.

## Życiorys

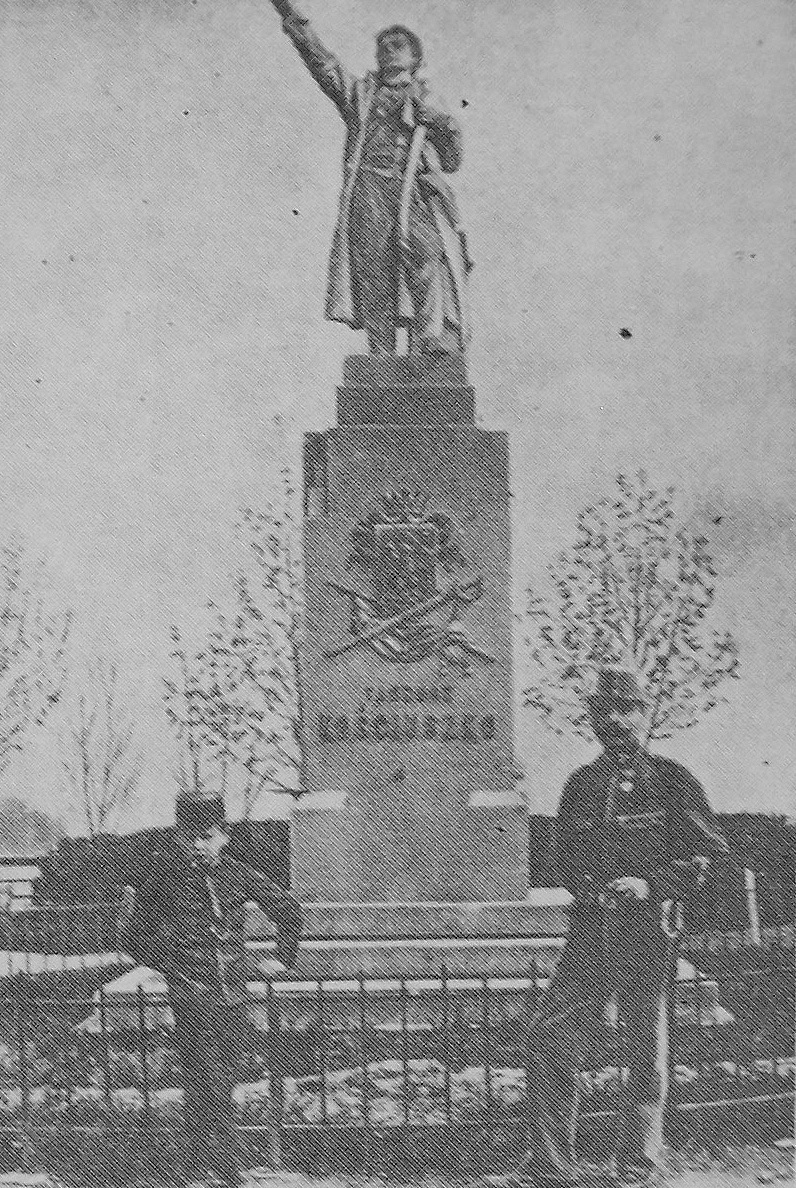
Franciszek i Antoni Bielakowie przed Pomnikiem Tadeusza Kościuszki w Sanoku (oficjalna pocztówka z 1904)

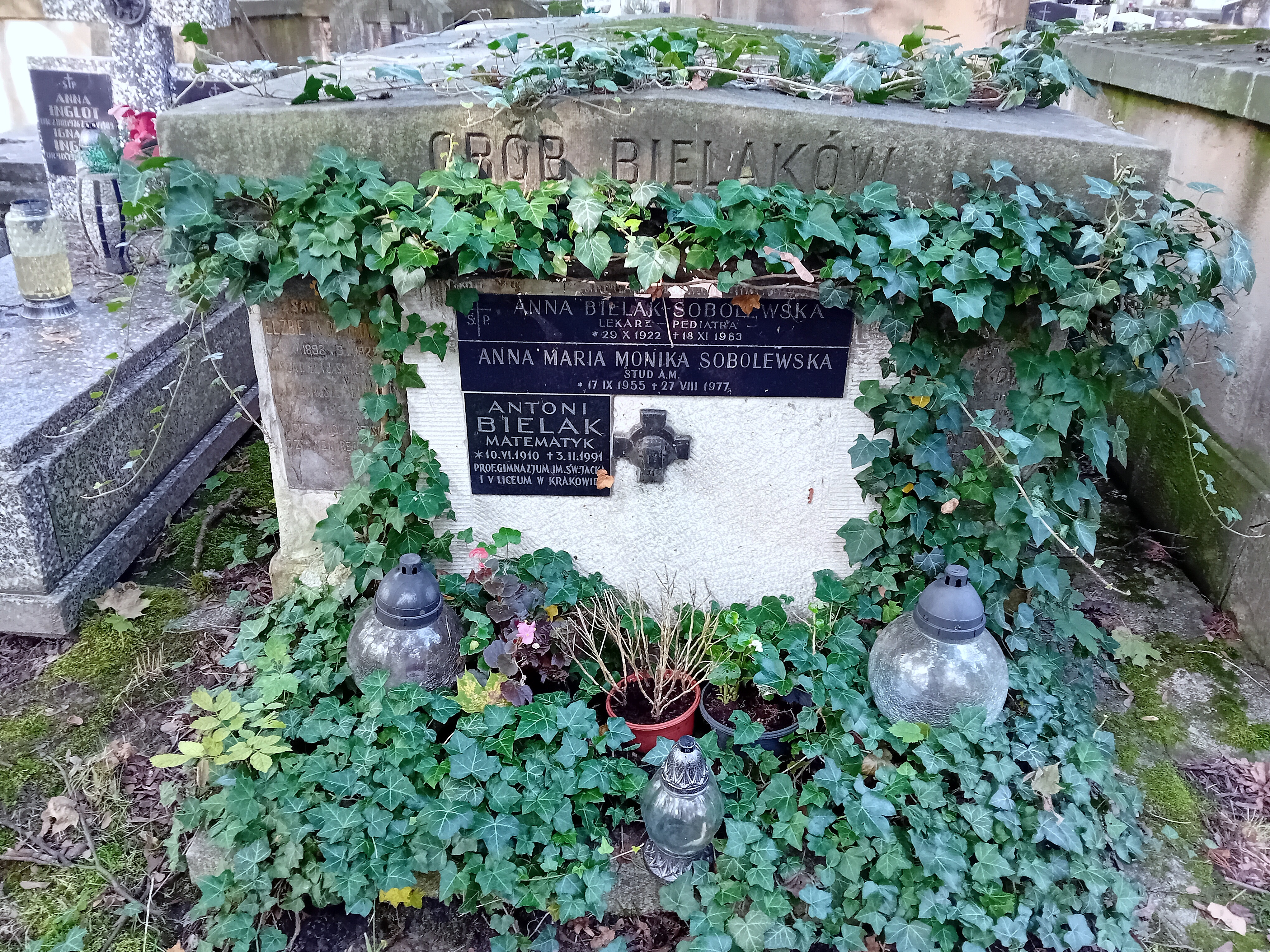
Grobowiec Bielaków

Antoni Seweryn Bielak urodził się 7 stycznia 1872 w Krakowie. Był synem Piotra (1836–1904, urzędnik, kupiec) oraz Anny z domu Jukier. Miał siostrę Walerię (ur. ok. 1885) i brata Franciszka (1892–1973, historyk literatury).
W 1892 zdał egzamin dojrzałości w C. K. Gimnazjum im. Króla Jana Sobieskiego w Krakowie. Podjął pracę nauczyciela od 5 września 1896. Od tego dnia był zastępcą nauczyciela matematyki w Gimnazjum Św. Anny w Krakowie. Na początku roku szkolnego 1897/1898 został przeniesiony do C. K. VI Gimnazjum w Krakowie-Podgórzu i uczył tam geografii, matematyki, fizyki. Egzamin zawodowy złożył 17 maja 1900. Został nauczycielem matematyki i fizyki. Jako egzaminowany zastępca nauczyciela, reskryptem z 25 lipca 1900 został przeniesiony przez c. k. Radą Szkolną Krajową z C. K. Gimnazjum w Krakowie-Podgórzu do C. K. Gimnazjum Męskiego w Sanoku. 25 czerwca 1901 został mianowany nauczycielem rzeczywistym w sanockim gimnazjum od 1 września 1901. 30 kwietnia 1902 mianowany pomocnikiem kancelaryjnym na lata 1902–1904. W sanockim gimnazjum uczył matematyki, fizyki, logiki. Podczas pracy Antoniego Bielaka w Sanoku do tamtejszego gimnazjum uczęszczał jego brat Franciszek.
Postanowieniem C. K. Rady Szkolnej Krajowej z maja 1908 i reskryptem C. K. Rady Szkolnej Krajowej z 27 lipca 1908 został przeniesiony na równorzędne stanowisko profesora w C. K. VI Gimnazjum w Krakowie-Podgórzu. Pozostawał tam nauczycielem matematyki i fizyki w kolejnych latach. W połowie 1910 otrzymał tytuł c. k. profesora VIII rangi. W tych latach do 1913 był nauczycielem w Prywatnym Gimnazjum Żeńskim im. Królowej Jadwigi w Krakowie. Został odznaczony austro-węgierskim Krzyżem Jubileuszowym dla Cywilnych Funkcjonariuszów Państwowych.
Jako c. k. profesor VII rangi został przeniesiony z VI Gimnazjum w Krakowie-Podgórzu 27 stycznia 1919 do Gimnazjum Św. Anny w Krakowie i wykładał tam matematykę. 15 grudnia 1920 został przeniesiony do Państwowego Gimnazjum Żeńskiego przy ulicy Franciszkańskiej 1 w Krakowie i w latach 20. II Rzeczypospolitej był etatowym profesorem tej szkoły, a ponadto uczył w Prywatnym Gimnazjum Męskim Księży Misjonarzy przy ulicy Stradom 4 w Krakowie. Pełnił funkcję referenta Okręgu Szkolnego Krakowskiego.
Działał społecznie. Został przewodniczącym komitetu miejscowego w Sanoku powszechnych wykładów uniwersyteckich, działających pod auspicjami Uniwersytetu Lwowskiego i w jego ramach wygłaszał wykłady dla mieszkańców Sanoka. Od 1901 do sierpnia 1905 wspólnie z Hipolitem Neuwirthem był kierownikiem (prefektem) i wychowawcą w Bursie Jubileuszowej im. Cesarza Franciszka Józefa w Sanoku. Działał we władzach „Towarzystwa Bursy”, sprawującego pieczę nad Bursą Jubileuszową: 28 września 1904 został wybrany członkiem wydziału, pełnił funkcję sekretarza wydziału, w 1907 został wybrany członkiem wydziału. Na początku 1905 został wybrany do komisji szkontrującej Towarzystwa Młodzieży Polskiej „Znicz”. W tym samym roku z grona tego towarzystwa został wydelegowany do założenia czytelni w Głębokiem. Działał w Towarzystwie Upiększania Miasta Sanoka, w 1905 został wybrany zastępcą wydziałowego, w 1906 wydziałowym. Był działaczem koła Towarzystwa Szkoły Ludowej (zastępcą skarbnika), w którym pełnił funkcję skarbnika, a w 1903 został wybrany delegatem na Zjazd Walny TSL w dniach 1–2 czerwca 1903 we Lwowie. Od 1903 działał jako sekretarz i skarbnik obywatelskiego komitetu i Komitetu (budowy) Kopca Adama Mickiewicza w Sanoku. W 1904, 1907 wybrany członkiem wydziału Czytelni Chrześcijańskiej „Ogniwo” w Sanoku. W 1907 został członkiem wydziału Towarzystwa Pomocy Naukowej w Sanoku. Był aktywnym członkiem sanockiego gniazda Polskiego Towarzystwa Gimnastycznego „Sokół” (1906, 1906), w którym działał jako członek wydziału do 1905. Prywatnie zajmował się fotografowaniem. W tym zakresie w 1903 jako wystawca uczestniczył w I Słowiańskiej Wystawie Fotograficznej w Wieliczce. 7 maja 1919 został wybrany do Wydziału Stronnictwa Demokratyczno-Narodowego.
29 października 1907 w Sanoku poślubił pochodzącą z rodziny rusińskiej wówczas 19-letnią Jarosławę Marię Kowalów wzgl. Kowalow bądź Kowaliw (ur. 1888, córka Stefana – pisarza i dyrektora szkoły powszechnej w Borysławiu oraz pochodzącej z Wiednia baronówny Julii wzgl. Anny z domu Lestoque; siostra Romana – profesora sanockiego gimnazjum), z którą miał syna; żona zmarła 10 czerwca 1910 w wieku 22 lat. Zmarł 24 lutego 1934 w Krakowie. Został pochowany w grobowcu rodzinnym na cmentarzu Rakowickim w Krakowie (kwatera 46). Miał dzieci. Wyżej wymienionego 10 czerwca 1910 urodził się Antoni Bielak junior, zmarły 3 lutego 1991.
Przychylnie o Antonim Bielaku wyraził się w swoich wspomnieniach jego uczeń w sanockim gimnazjum, Stanisław Rymar, który przyznał, że z czasem połączyła ich przyjaźń.